# Oldenlandia lancifolia
Oldenlandia lancifolia là một loài thực vật có hoa trong họ Thiến thảo. Loài này được (Schumach.) DC. mô tả khoa học đầu tiên năm 1830.